# Station Dębica Wschodnia
Station Dębica Wschodnia is een spoorwegstation in de Poolse plaats Dębica.